# Управление безопасности и разведки
Управление безопасности и разведки (хорв. Sigurnosno-obavještajna agencija или SOA) — хорватская разведывательная служба, основанная (вместе с Управлением военной безопасности и разведки) в 2006 году путём объединения контрразведывательной службы (POA) и разведывательной службы (OA). Директор SOA назначается с согласия Президента Хорватии и Премьер-министра.

## История

### 1991—2002
27 мая 1991 года по указу Президента Хорватии Франьо Туджмана было образовано Управление по защите конституционного порядка (хорв. Ured za zaštitu ustavnog poretka, сокращённо UZPU) — первая служба безопасности Хорватии. 21 марта 1993 года Управление было расформировано по указу президента и заменено Управлением национальной безопасности (хорв. Ured za nacionalnu sigurnost, сокращённо UNS). 17 мая 1995 года в Хорватии вступил в силу Закон об управлении национальной безопасности (хорв. Zakon o uredu za nacionalnu sigurnost).
Цели и задачи разведывательного сообщества Хорватии определялись Объединённым комитетом национальной безопасности (хорв. Stožerni odbor nacionalne sigurnosti, сокращённо SONS) и Координационным комитетом разведывательной деятельности (хорв. Intelligence Community Coordination Committee, сокращённо KOOZ). SONS участвовала в координации задач вместе с соответствующими министерствами. KOOZ отвечала за реализацию задач, поставленных SONS. Само разведывательное сообщество насчитывало четыре службы:
- Хорватская разведывательная служба[хорв.] (хорв. Hrvatska izvještajna služba, сокращённо HIS)
- Служба защиты конституционного порядка МВД (хорв. Služba za zaštitu ustavnog poretka Ministarstva unutarnjih poslova, сокращённо RH-SZUP)
- Служба разведки и безопасности Министерства обороны (хорв. Sigurnosno-informativna služba Ministarstva obrane, сокращённо RH-SIS)
- Управление разведки Генерального штаба Вооружённых сил (хорв. Obavještajna uprava Glavnog stožera Oružanih snaga, сокращённо RH-ObU GSOSRH)

Президент Хорватии давал рекомендации по вопросам работы UNS и хорватского разведывательного сообщества. Директор UNS и государственные министры определяли задачи разведслужб, подчинявшихся соответствующих ведомствам. KOOZ готовил ежегодный план деятельности разведывательных сообществ, куда входили все реализуемые проекты и предполагаемые оперативные действия. SONS одобрял итоговый план разведывательной деятельности и следил за его исполнением.
Помимо упомянутых выше разведывательных служб, существовали также службы безопасности уголовной полиции, военной полиции, таможенной службы и финансовой полиции, представители которых участвовали в заседаниях KOOZ.

### 2002—2006
В 2002 году парламент Хорватии принял Закон о службах безопасности Республики Хорватия (хорв. Zakon o sigurnosnim službama Republike Hrvatske) и Стратегию национальной безопасности Республики Хорватия (хорв. Strategija nacionalne sigurnosti Republike Hrvatske). В соответствии с законом учреждались три разведывательные службы:
- Разведывательная служба (хорв. Obavještajana agencija, сокращённо OA)
- Контрразведывательная служба[хорв.] (хорв. Protuobavještajna agencija, сокращённо POA)
- Служба военной безопасности (хорв. Vojna sigurnosna agencija, сокращённо VSA)

Чтобы обеспечить сотрудничество президента Хорватии и правительства Хорватии в управлении деятельности спецслужб и гармонизировать оперативную работу спецслужб, Советом национальной безопасности Хорватии (хорв. Vijeće za nacionalnu sigurnost) был образован Совет координации служб безопасности (хорв. Savjet za koordinaciju sigurnosnih službi). Специальное управление Совета национальной безопасности (хорв. Ured Vijeća za nacionalnu sigurnost) было образовано для осуществления профессиональная и административной деятельности для Совета национальной безопасности и Совета координации служб безопасности.

### 2006—н.в.
В середине 2006 года был принят Закон о системе разведки и безопасности (хорв. Zakon o sigurnosno-obavještajnom sustavu), в соответствии с которым были образованы две действующие разведывательные службы Хорватии:
- Управление безопасности и разведки (хорв. Sigurnosno-obavještajna agencija, сокращённо SOA)
- Управление военной безопасности и разведки (хорв. Vojna sigurnosno-obavještajna agencija, сокращённо VSOA)

## Деятельность
SOA занимается пресечением активности и любой деятельности, направленной на подрыв конституционного порядка, создание угрозы государственным органам, гражданам и национальным интересам Хорватии. К угрозам относятся:
- терроризм и любые формы организованного насилия;
- разведывательная деятельность иностранных разведывательных служб, организаций и граждан;
- экстремистская деятельность группировок и отдельных личностей;
- угрозы высшим государственным лицам, охраняемым учреждениям и территориям;
- организованная и финансовая преступность;
- несанкционированный доступ к защищаемой информации и системам коммуникаций правительственных служб;
- раскрытие засекреченной информации главами и сотрудниками государственных органов, научными институтами и субъектами права с властными полномочиями;
- иная деятельность, направленная на подрыв национальной безопасности.

SOA собирает, анализирует, обрабатывает и оценивает сведения о политике, экономике, науке и технологии, безопасности и природе, которые имеют отношение к зарубежным государствам, организациям, политическим и экономическим союзам, группам и личностям — особенно к тем, у кого есть намерения, возможности, планы и признаки тайной деятельности, представляющие угрозу национальной безопасности Хорватии, а также данные, которые важны для обеспечения национальной безопасности Хорватии.

## Директора
| Имя                                     | Годы      |
| --------------------------------------- | --------- |
| Томислав Карамарко                      | 2006—2008 |
| Йосип Булевич                           | 2008—2012 |
| Драган Лозанчич (хорв. Dragan Lozančić) | 2012—2016 |
| Даниэль Маркич (хорв. Daniel Markić)    | 2016—н.в. |